# Marguerite Laugier
Pour les articles homonymes, voir Laugier.
Marguerite Laugier (née Lhomme) (Boulogne-sur-Mer, 12 septembre 1896 – Nice, 6 octobre 1976) est une astronome française.
Elle travaillait à l'observatoire de Nice dans les années 1930 à 1950. Les articles d'astronomie de l'époque la citent comme « Madame Laugier ».
Elle découvrit vingt-et-un astéroïdes. L'astéroïde (1597) Laugier a probablement été nommé en son honneur.
Note : elle ne doit pas être confondue avec « M. Laugier » dans la littérature (où le M. signifie « Monsieur »), qui est très probablement l'astronome Paul Auguste Ernest Laugier (22 décembre 1812 – 5 avril 1872) 

## Astéroïdes découverts
| (1247) Memoria      | 30 août 1932      |
| (1426) Riviera      | 1er avril 1937    |
| (1461) Jean-Jacques | 30 décembre 1937  |
| (1651) Behrens      | 23 avril 1936     |
| (1681) Steinmetz    | 23 novembre 1948  |
| (1690) Mayrhofer    | 8 novembre 1948   |
| (1730) Marceline    | 17 octobre 1936   |
| (1755) Lorbach      | 8 novembre 1936   |
| (1884) Skip         | 2 mars 1943       |
| (2068) Dangreen     | 8 janvier 1948    |
| (2106) Hugo         | 21 octobre 1936   |
| (2384) Schulhof     | 2 mars 1943       |
| (2393) Suzuki       | 17 novembre 1955  |
| (2677) Joan         | 25 mars 1935      |
| (3220) Murayama     | 22 novembre 1951  |
| (3568) ASCII        | 17 octobre 1936   |
| (4649) Sumoto       | 20 décembre 1936  |
| (4909) Couteau      | 28 septembre 1949 |
| (6887) Hasuo        | 24 novembre 1951  |
| (10449) Takuma      | 16 octobre 1936   |
| (20959) 1936 UG     | 21 octobre 1936   |